# Edith Ronne

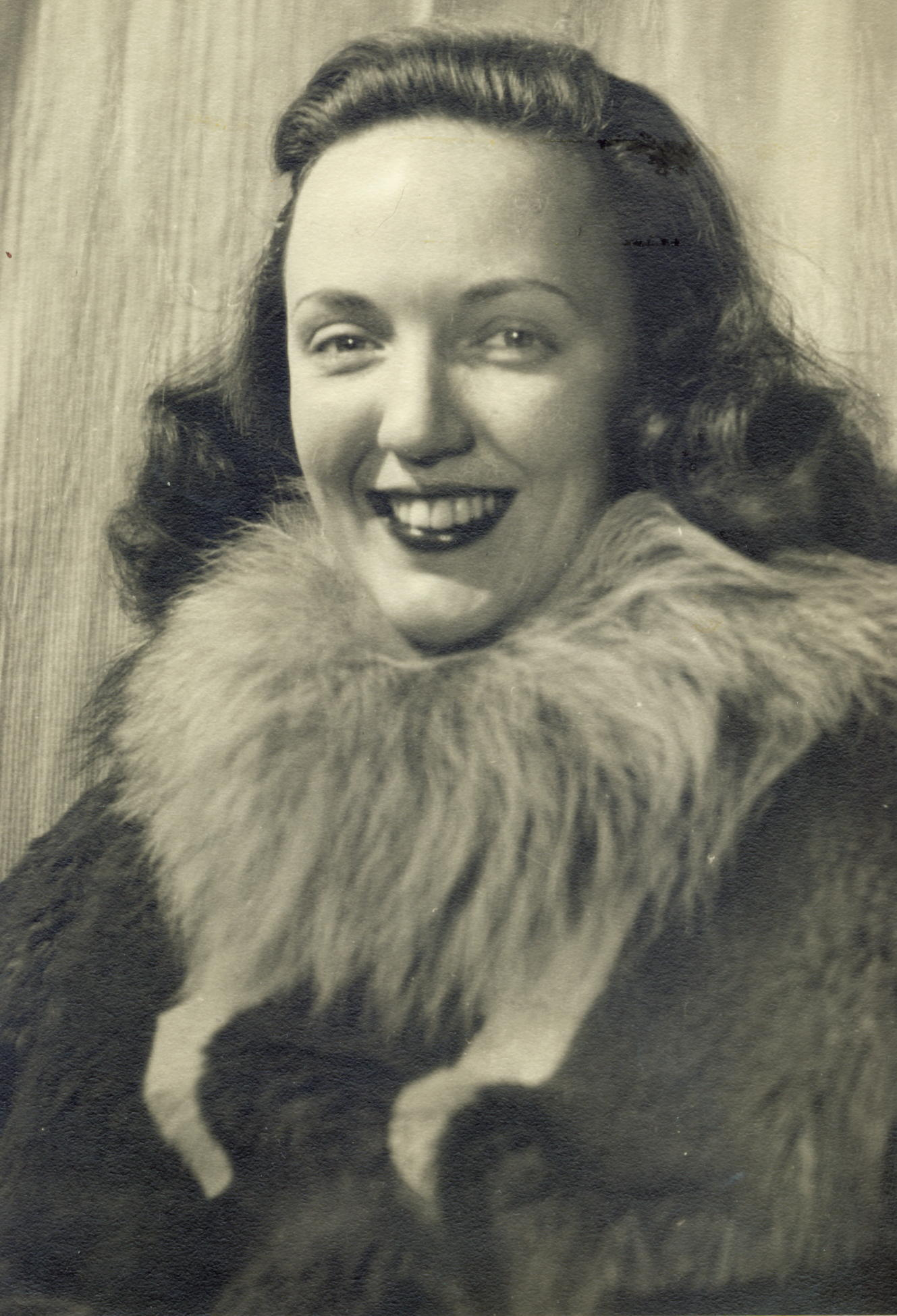
Edith Ronne in 1947

Edith "Jackie" Ronne (Baltimore (Maryland), 13 oktober 1919 – Bethesda (Maryland) 14 juni 2009) was een Amerikaanse verkenner van Antarctica. 
Ze werd geboren als Edith Ann Maslin in Baltimore. Op 18 maart 1941 trouwde ze met de Noors-Amerikaanse zuidpoolvorser Finn Ronne. Tijdens de expeditie van 1946-1948 (onder het bevel van haar echtgenoot) werd ze de eerste vrouw die Antarctica overstak. Ze bleven 15 maanden samen met vijf andere leden van de expeditie in een klein station dat ze hadden gebouwd op het eiland Stonington in de Margueritebaai.
Ze is een van de naamgevers van de Filchner-Ronne-ijsschots en het Edith Ronneland.
Jackie Ronne keerde verschillende keren terug naar Antarctica, inclusief een door de Amerikaanse marine gesponsorde vlucht naar de Zuidpool in 1971, om de 60e verjaardag van het bereiken van de Zuidpool door Roald Amundsen te vieren, en een bezoek in 1995 aan haar vroegere basis op Stonington als gastspreker op een toeristenschip.